# Jalan Ciumbuleuit
Jalan Ciumbuleuit (vroeger: Berg en Dalseweg) is een straat in Bandung, de hoofdstad van Indonesische provincie West-Java. De straat is gelegen in het noorden van Bandung en is een van de uitvalswegen naar Lembang. Aan de weg zijn een aantal universiteiten gelegen, waaronder de Universitas Katolik Parahyanga.